# Pave Sergius 1.
Sergius 1. (ca. 650 - 8. september 701) var pave fra 15. december 687 til sin død i 701. Han blev valgt på et tidspunkt, hvor to rivaler ærkediakon Paschalis og ærkepræst Teodor og deres støtter var låst fast i en strid om, hvem af de to, der skulle være pave.
Hans tid som pave var domineret af hans svar til det Quinisexte koncil, hvis kanoner han nægtede at accepterer. Derpå beordrede den byzantinske kejser Justinian 2. at han skulle abdicere (som hans forgænger Constans 2. havde gjort med Pave Martin 1.), men det romerske folk og det italienske militær fra Eksarkatet Ravenna nægtede at lade kejseren flytte Sergius til Konstantinopel.